# Grootfontein
 (décembre 2016).
Si vous disposez d'ouvrages ou d'articles de référence ou si vous connaissez des sites web de qualité traitant du thème abordé ici, merci de compléter l'article en donnant les références utiles à sa vérifiabilité et en les liant à la section « Notes et références ».
Grootfontein (grande fontaine en afrikaans) est une ville de Namibie située dans le nord-est du pays (région d'Otjozondjupa) sur la route qui mène de Windhoek à la bande de Caprivi.

## Historique
En 1885, 40 familles boers fondèrent une colonie, baptisée république d'Upingtonia, sur le site de Grootfontein. Ils avaient quitté l'Afrique du Sud et devaient s'établir en Angola. Mais les territoires convoités avaient été annexés à la colonie portugaise d'Angola.
Vers 1895, les Allemands prirent le contrôle de la région et établirent une base militaire à l'entrée de la bande de Caprivi.

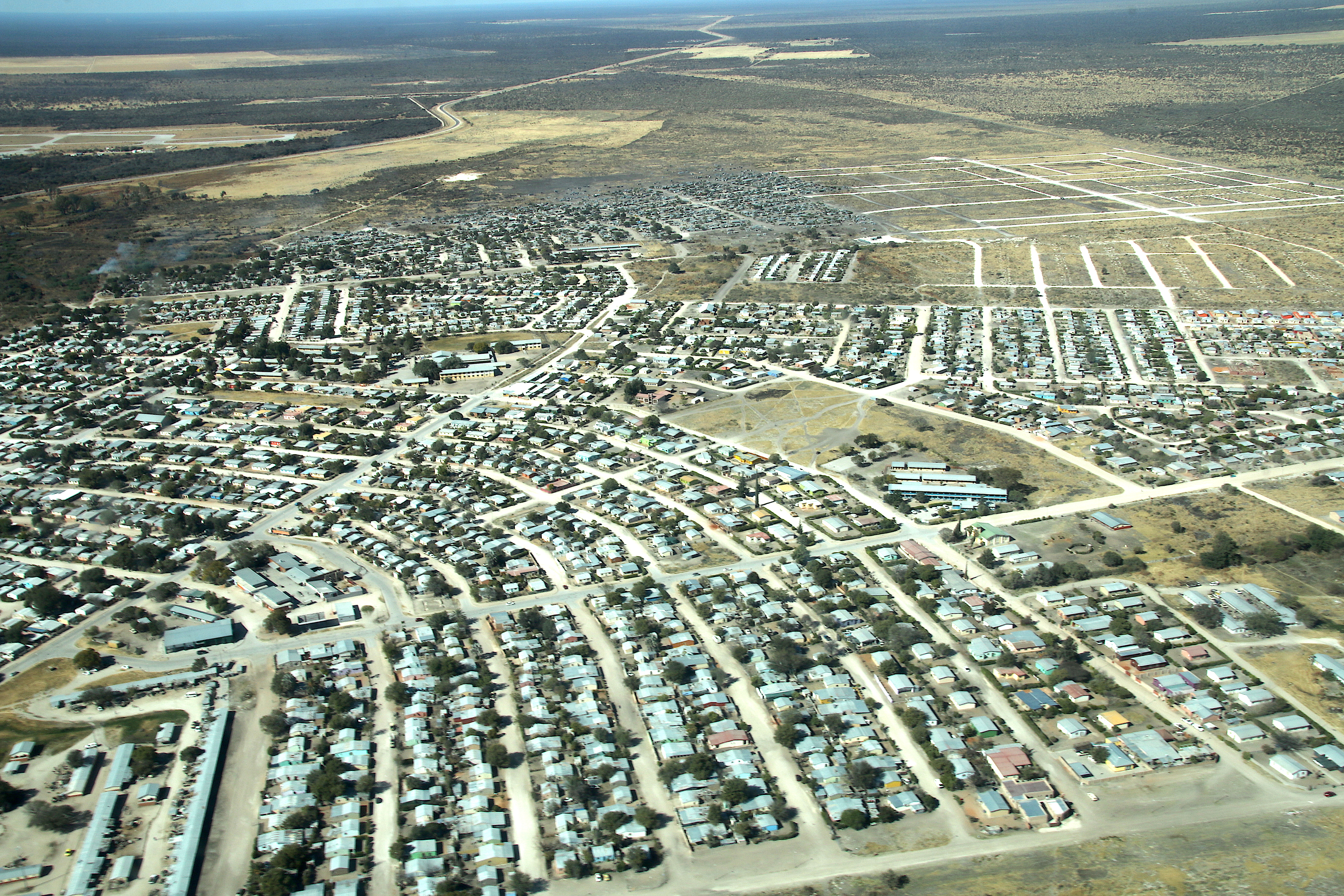
Vue aérienne de Grootfontein en 2018.

Aujourd'hui, la petite ville de Grootfontein a conservé son architecture germanique (vieille forteresse allemande de 1896) et ses rues sont bordées de jacarandas.

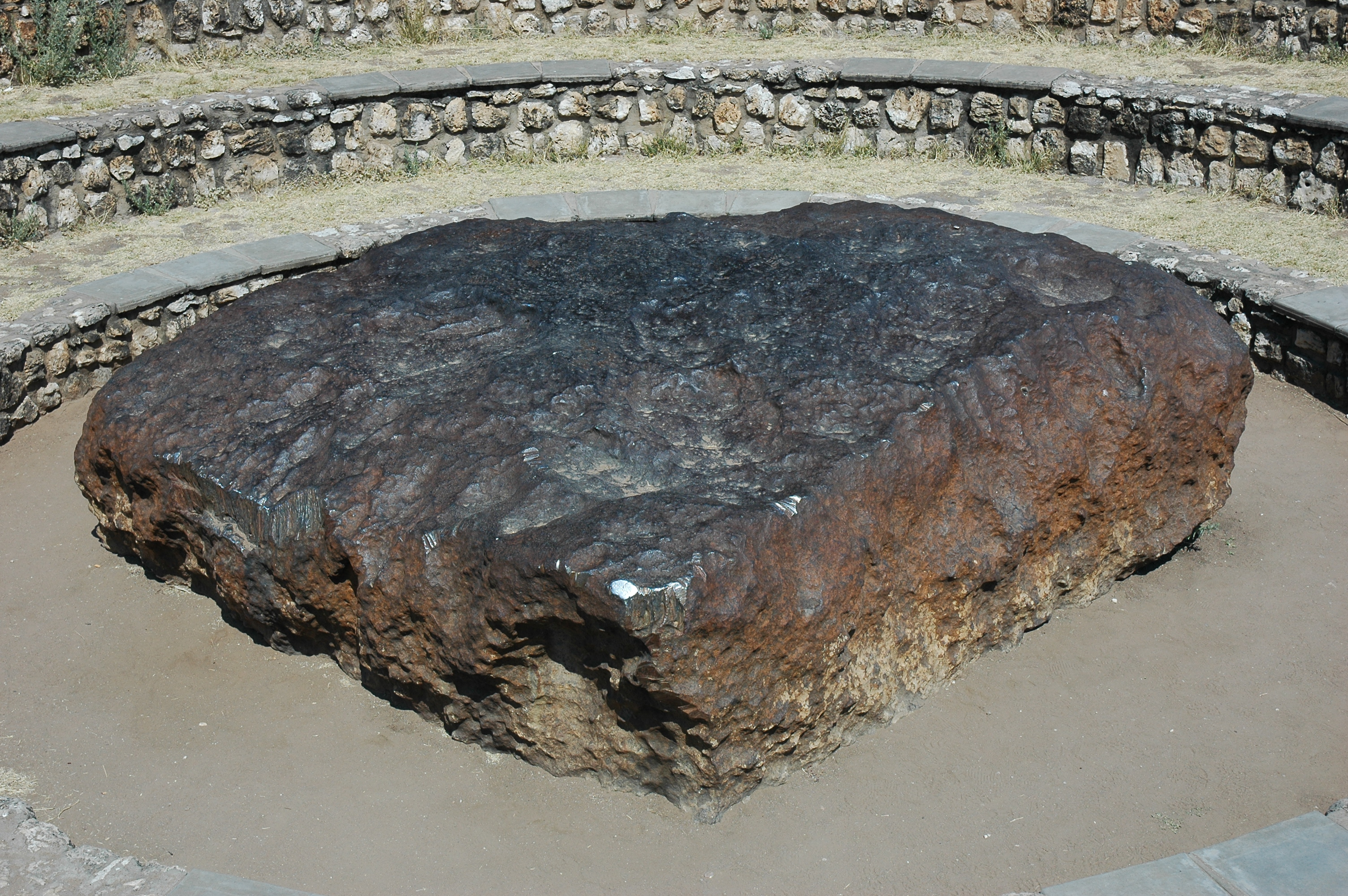
Météorite d'Hoba.

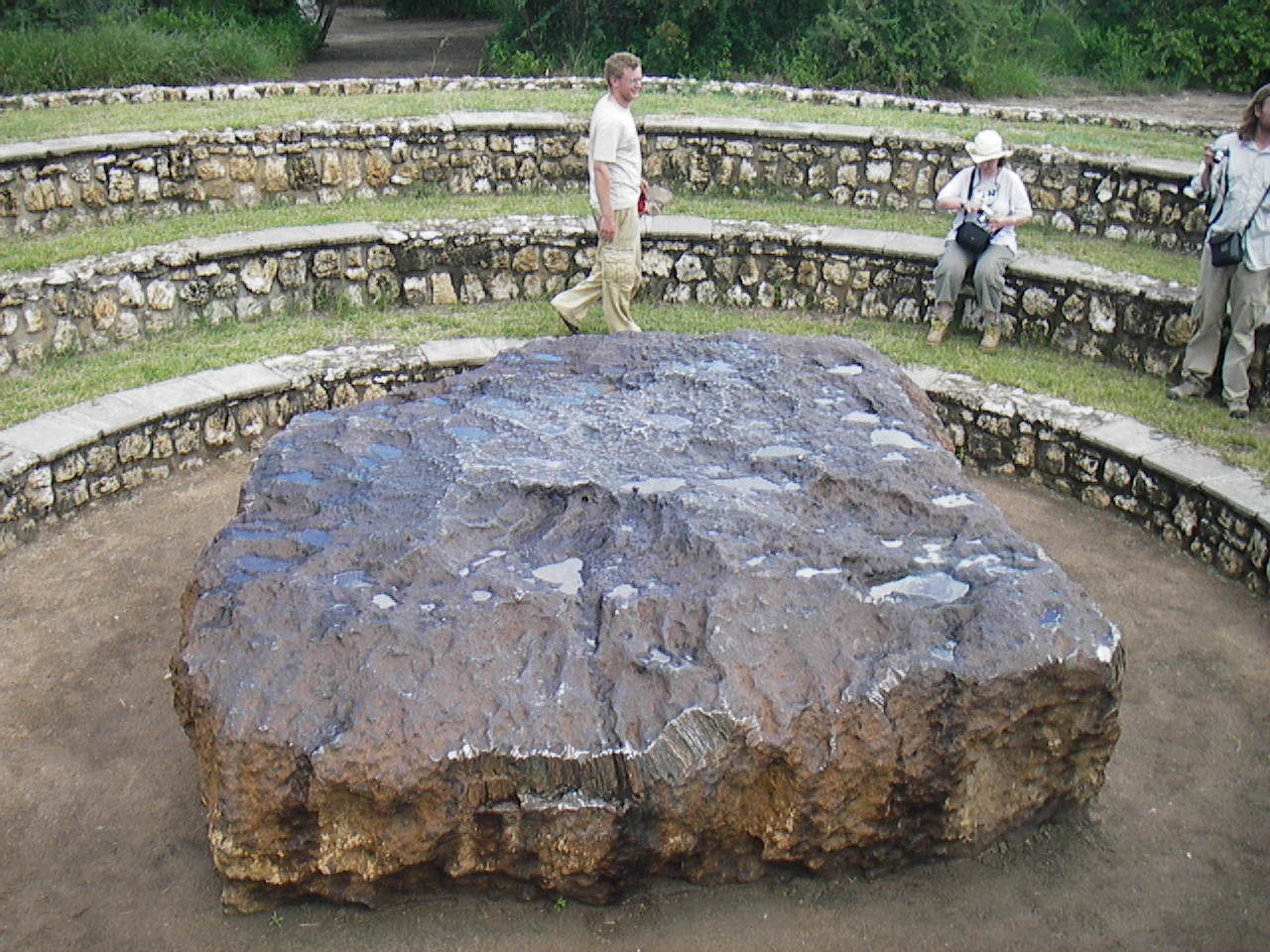
Météorite d'Hoba.

À 24 km du centre-ville, à Grootfontein, les visiteurs peuvent admirer la météorite d'Hoba, une des plus grosses qui soit tombé sur la Terre, jamais trouvées, âgée de 80 000 ans, de 3 m de long pour un poids de 60 tonnes et un volume de 9 m3, composée de fer à 82 %, de nickel à 16 % et de cobalt à 2 %.